# Gunde Svan
Gunde Svan (n. 12 ianuarie 1962, Vansbro, Comitatul Dalarna, Suedia) este un sportiv ce a reprezentat Suedia, medaliat olimpic. A participat la 2 ediții ale Jocurilor Olimpice (1984, 1988) în care a câștigat două medalii de aur și o medalie de bronz.